# Warlpiri
Warlpiri je austrálský domorodý jazyk, který používá především kmen Warlpirů a Ngaliů, v jižní části Severního teritoria. Má něco přes 2000 mluvčích a je to jeden z nejpoužívanějších australských domorodých jazyků vůbec. Řadí se do jazykové rodiny pama-nyunganských jazyků, v rámci které se řadí do podskupiny ngumpin-yapských jazyků.
Ve warlpirské kultuře platí pravidlo, které praví, že spolu někteří členové rodiny nesmí mluvit (například ženy nesmí mluvit se svými zeti). Pokud ale je nutné, aby spolu promluvili, používají speciální řeč, která vychází z jazyka warlpiri. Tato řeč používá warlpirskou gramatiku, ale slovník je značně zjednodušený a obsahuje také slova, která se v běžném jazyce nevyskytují. Podobné pravidlo ovšem neexistuje pouze u Warlpirů, existuje i u jiných kmenů v Austrálii nebo v Africe.

## Abeceda
Jazyk warlpiri používá latinku. Warlpirská abeceda neobsahuje žádné speciální znaky, ale používá spřežky.
Warlpirská abeceda:
```
A Aa I Ii J K L Ly M N Ng Ny P R Rd Rl Rn Rr Rt T U Uu W Y
```

## Dialekty
Dialekty jazyka warlpiri:
- Warlpiri
- Ngaliya
- Walmala
- Ngardilpa
- Východní warlpiri

Existuje také znaková varianta jazyka warlpiri.

## Light warlpiri
V 80. letech 20. století vznikl ve warlpirské komunitě Lajamanu smíšený jazyk zvaný light warlpiri. Vznikl smísením jazyka warlpiri a australské kreolštiny (a také australské angličtiny).

## Příklady

### Číslovky
| Warlpiri     | Česky |
| tinta        | jeden |
| tjirrama     | dva   |
| wirkatu      | tři   |
| murntu       | čtyři |
| rdaka        | pět   |
| jilkarla     | šest  |
| wirlki       | sedm  |
| paniya-jarra | osm   |
| jarukutu     | devět |
| karlarla     | deset |

## Ukázka
Ukázka textu v jazyce warlpiri:
Kuja kalapalanyanu kajangka nyurruwiyi walyajarrarlu marripungu marda, kala purungku pakarnunjunu, manu marda kala panturnunjunu kajangka. Ngulajangkaji kalanyanu kangurnu.
Český překlad:
Když dva naši předkové kdysi dávno něco chtěli, jeden z nich by toho druhého pravděpodobně udeřil a ukradl mu to, případně by použil kopí.